# Bonobo (muzician)
Simon Green (n. 30 martie 1976, Brighton, Anglia, Regatul Unit), cunoscut sub numele de scenă Bonobo, este un muzician britanic.
A fost activ și a înregistrat seturi DJ sub numele Barakas, iar împreună cu Robert Luis de la casa de discuri Tru Thoughts - sub numele de „Nairobi and Barakas”.

## Discografie

### Albume
- Animal Magic (Tru Thoughts - TRU007 / Ninja Tune - ZEN63, 2001)
- Dial 'M' for Monkey (Ninja Tune - ZEN80, 2003)
- Days to Come (Ninja Tune - ZEN119, 2006)
- Black Sands (Ninja Tune - ZEN140, 2010)
- Black Sands Remixed (Ninja Tune - ZEN178, 2012)
- North Borders (2013)
- Migration (2017)
- Fragments (2022)

### Alte apariții
- Scuba EP (Fly Casual - FCSL001, 2000)
- Terrapin EP (Tru Thoughts - TRU004, 2000)
- Silver EP (Tru Thoughts - TRU008, 2000)
- The Shark EP (Tru Thoughts - TRU013, 2000)
- One Offs, Remixes & B-sides (Tru Thoughts - TRU031, 2002)
- Kota EP (Tru Thoughts - TRU020, 2002)
- Pick Up EP (Ninja Tune - ZEN10137, 2003)
- Flutter EP (Ninja Tune - ZEN12147, 2003)
- Live Sessions EP (Ninja Tune - ZENCDS170, 2005)
- Bonobo Presents Solid Steel: It Came From The Sea (Ninja Tune, 2005)
- Nightlite / If You Stayed Over (Ninja Tune - ZEN7189, 2006)
- Nightlite (Zero dB Reconstruction/Bonobo Remixes) (Ninja Tune - ZEN12189, 2006)
- One Offs... Remixes & B-Sides (Ninja Tune - ZEN10223, 2009)
- The Keeper (feat. Andreya Triana) EP (Ninja Tune - ZEN247, 2009)